# Oedothorax caporiaccoi
Oedothorax caporiaccoi är en spindelart som beskrevs av Roewer 1942. Oedothorax caporiaccoi ingår i släktet Oedothorax och familjen täckvävarspindlar. Inga underarter finns listade i Catalogue of Life.